# Скиданенко Іван Тимофійович
Іван Тимофійович Скиданенко (20 вересня 1898, станція Кринична Бахмутського повіту Катеринославської губернії, тепер Донецької області — 1 червня 1985, місто Калінінград, тепер місто Корольов Московської області, Російська Федерація) — радянський діяч, міністр електротехнічної промисловості СРСР. Кандидат у члени ЦК КПРС у 1956—1961 роках.

## Життєпис
Народився в родині робітника. З 1914 року працював учнем слюсаря цементного заводу в Донбасі. У 1916—1919 роках — помічник машиніста, машиніст Єнакіївського металургійного заводу. У 1919—1922 роках — слюсар на станції Кринична.
З 1922 по 1925 рік працював у сільському господарстві батьків.
У 1925—1929 роках — машиніст металургійного заводу в селищі Костянтинівці Артемівського округу.
У 1929—1935 роках — студент Харківського машинобудівного інституту, інженер-механік.
У 1935—1938 роках — майстер, заступник начальника цеху, начальник цеху Харківського турбінного заводу.
З серпня 1938 року — директор Харківського заводу «Турбоелектромаш».
Член ВКП(б) з 1939 року.
У березні — вересні 1939 року — виконувач обов'язків директора Уральського електромашинобудівного заводу в місті Свердловську.
У вересні 1939—1941 роках — директор Харківського електромеханічного заводу.
У жовтні 1941 — жовтні 1944 року — заступник народного комісара електропромисловості СРСР — начальник 1-го Головного управління Народного комісаріату електропромисловості СРСР. Одночасно з вересня 1942 року виконував обов'язки директора Московського електромашинобудівного заводу «Динамо» імені Кірова.
У жовтні 1944 — 1946 року — директор Московського електромашинобудівного заводу «Динамо» імені Кірова.
У 1946 році — головний контролер Народного комісаріату державного контролю СРСР по Народному комісаріаті важкого машинобудування СРСР.
У квітні 1946 — березні 1953 року — заступник, у березні 1953 — квітні 1954 року — 1-й заступник міністра державного контролю СРСР.
17 квітня 1954 — 10 травня 1957 року — міністр електротехнічної промисловості СРСР.
З травня 1957 року — персональний пенсіонер союзного значення.
Помер 1 червня 1985 року в місті Калінінграді (тепер — Корольові) Московської області.

## Нагороди і звання
- орден Леніна
- орден «Знак Пошани»
- медалі